# Jean-Michel Huon de Kermadec
Jean-Michel Huon de Kermadec (Brest, 1748 - Nova Caledónia, 1792) foi um navegador bretão do século XVIII. Em setembro de 1791, foi escolhido para comandar o navio L'Esperance na expedição dirigida por Bruni d'Entrecasteaux, que com o navio Recherche, procurava encontrar a expedição perdida de Jean-François de La Pérouse. A expedição explorou as costas da Austrália e uma ampla zona do oceano Pacífico Sul. 
As ilhas Kermadec, a nordeste da Nova Zelândia, foram assim nomeadas em sua homenagem, tal como Huonville, o vale de Huon, e o rio Huon (todos na Tasmânia), a península de Huon, o golfo de Huon, ambos na atual Papua-Nova Guiné, e a fossa oceânica de Kermadec.
Algumas plantas têm o seu nome, como o pinheiro-de-huon (Lagarostrobos franklinii) da Tasmânia, o género Protea Kermadecia, da Nova Caledónia, e a árvore Metrosideros kermadecensis das Ilhas Kermadec.